# العلاقات الإيرانية الدومينيكية
العلاقات الإيرانية الدومينيكية هي العلاقات الثنائية التي تجمع بين إيران ودومينيكا.

## مقارنة بين البلدين
هذه مقارنة عامة ومرجعية للدولتين:
| وجه المقارنة                                              | إيران                    | دومينيكا              |
| --------------------------------------------------------- | ------------------------ | --------------------- |
| المساحة (كم2)                                             | 1.65 مليون               | 751                   |
| عدد السكان (نسمة)                                         | 79.97 مليون              | 73.92 ألف             |
| الكثافة السكانية (ن./كم²)                                 | 48.47                    | 9.84 ألف              |
| العاصمة                                                   | طهران                    | روسو                  |
| اللغة الرسمية                                             | لغة فارسية               | لغة إنجليزية          |
| العملة                                                    | ريال إيراني              | دولار شرق الكاريبي    |
| الناتج المحلي الإجمالي (بليون دولار)                      | 439.51 مليار             | 562.54 مليون          |
| الناتج المحلي الإجمالي (تعادل القوة الشرائية) بليون دولار | 1.36 تريليون             | 789.63 مليون          |
| الناتج المحلي الإجمالي الاسمي للفرد دولار أمريكي          |                          | 7.12 ألف              |
| الناتج المحلي الإجمالي للفرد دولار أمريكي                 |                          | 10.88 ألف             |
| مؤشر التنمية البشرية                                      | 0.766                    | 0.724                 |
| رمز المكالمات الدولي                                      | +98                      | +1767                 |
| رمز الإنترنت                                              | .ir،                     | .dm                   |
| المنطقة الزمنية                                           | ت ع م+03:30، توقيت إيران | 00، توقيت أطلنطي موحد |

## منظمات دولية مشتركة
يشترك البلدان في عضوية مجموعة من المنظمات الدولية، منها:
| علم المنظمة | اسم المنظمة                        | تاريخ انضمام إيران | تاريخ انضمام دومينيكا |
| ----------- | ---------------------------------- | ------------------ | --------------------- |
|             | مؤسسة التنمية الدولية              | 10 أكتوبر 1960     | 29 سبتمبر 1980        |
|             | يونسكو                             | 6 سبتمبر 1948      | 9 يناير 1979          |
|             | وكالة ضمان الاستثمار متعدد الأطراف | 15 ديسمبر 2003     | 7 أكتوبر 1991         |
|             | الأمم المتحدة                      | 24 أكتوبر 1945     | 18 ديسمبر 1978        |
|             | الاتحاد البريدي العالمي            | ?                  | ?                     |
|             | البنك الدولي للإنشاء والتعمير      | 29 ديسمبر 1945     | 29 سبتمبر 1980        |
|             | منظمة حظر الأسلحة الكيميائية       | ?                  | ?                     |
|             | مؤسسة التمويل الدولية              | 28 ديسمبر 1956     | 29 سبتمبر 1980        |
|             | منظمة الشرطة الجنائية الدولية      | ?                  | ?                     |

## وصلات خارجية
- موقع وزارة الخارجية الإيرانية